# Grand Prix Cycliste de Gatineau
Il Grand Prix Cycliste de Gatineau è una corsa in linea femminile di ciclismo su strada che si disputa ogni anno a Gatineau, in Canada. Svoltosi per la prima volta nel 2010, fa parte del calendario internazionale femminile UCI come prova di classe 1.1.

## Albo d'oro
Aggiornato all'edizione 2017.
| Anno | Vincitrice          | Seconda            | Terza                  |
| ---- | ------------------- | ------------------ | ---------------------- |
| 2010 | Joëlle Numainville  | Joanne Kiesanowski | Modesta Vžesniauskaitė |
| 2011 | Giorgia Bronzini    | Joëlle Numainville | Theresa Cliff-Ryan     |
| 2012 | Ina-Yoko Teutenberg | Rochelle Gilmore   | Olena Andruk           |
| 2013 | Shelley Olds        | Joëlle Numainville | Katarzyna Pawłowska    |
| 2014 | Denise Ramsden      | Flávia Oliveira    | Jasmin Glaesser        |
| 2015 | Kirsten Wild        | Joëlle Numainville | Christine Majerus      |
| 2016 | Kimberley Wells     | Joëlle Numainville | Leah Kirchmann         |
| 2017 | Leah Kirchmann      | Kirsti Giroux      | Kendall Ryan           |